# Леді грає в азартні ігри
«Леді грає в азартні ігри» (англ. The Lady Gambles) — американський фільм-нуар режисера Майкла Гордона 1949 року.

## Сюжет
Приїхавши з чоловіком на кілька днів у Лас-Вегас, Джоан, непомітно для себе, виявляється втягнутою в трясовину азартної гри. І чим більше Джоан думає, що може контролювати себе, тим безповоротніше вона йде вниз, на дно. На кон поставлено все: щастя в шлюбі, майбутні діти, власне життя. І Джоан виявляється перед вибором: зробити останню ставку або вибрати життя.

## У ролях
- Барбара Стенвік — Джоан Бут
- Роберт Престон — Девід Бут
- Стефен МакНаллі — Горацій Корріган
- Едіт Барретт — Рут Філліпс
- Джон Хойт — доктор Рояк
- Елліот Салліван — Беркі
- Джон Хермон — Френч
- Філіп Ван Зандт — Чак
- Лейф Еріксон — Тоні